# Tiron bioculata
Tiron bioculata är en kräftdjursart. Tiron bioculata ingår i släktet Tiron och familjen Synopiidae. Inga underarter finns listade i Catalogue of Life.